# والت هریس
والت هریس (انگلیسی: Walt Harris؛ زادهٔ ۱۰ ژوئن ۱۹۸۳) ورزشکار هنرهای رزمی ترکیبی اهل ایالات متحده آمریکا است.